# Remburs
Remburs är en betalningsform som anses vara den säkraste i internationell handel.
En remburs är ett ovillkorligt åtagande från en bank, oftast köparens bank, att betala säljaren då säljaren presenterar de dokument och uppfyller de villkor som är angivna i rembursen. 
När köparens bank betalar säljaren så överlämnar banken säljarens dokument till köparen som kan hämta ut varorna från hamnen eller flygplatsen. Köparens bank kräver också rembursbeloppet som man har betalat ut till säljaren.
Fördelen för säljaren är att betalningsrisken flyttas från köparen till köparens bank.  En fördel för köparen, som ansöker om rembursen till förmån för säljaren, är att köparen kan kräva de dokument av säljaren som bevisar att varorna är skeppade, att försäkring finns samt varornas ursprung genom ursprungscertifikat. Oftast är även faktura samt packlista ett krav i rembursen.
Remburs i sin natur har funnits i många hundra år. Den löser problemet att säljaren kan vara säker på att få betalt från köparen (genom banken) förutsatt att han uppfyllt kraven i rembursen. 
Remburs översatt till engelska är "Letter of Credit" (LC) eller den mer korrekta benämningen "Documentary Credit" (DC).